# 布雷赫耶·德布劳沃
布雷赫耶·德布劳沃（荷蘭語：Bregje de Brouwer，1999年3月9日—），荷兰女子花样游泳运动员，2023年欧洲运动会女子双人技术自选银牌得主、2024年世界游泳锦标赛女子双人自由自选银牌得主。她的双胞胎姐妹诺尔切同样也是花样游泳运动员。